# Ivo Zell
Ivo Zell (* 1998) ist ein deutscher Nachwuchswissenschaftler. Er gewann 2017 bei der Intel International Science and Engineering Fair in Los Angeles, Kalifornien als erster Deutscher den Gordon E. Moore Award für herausragende innovative Forschung.

## Ausbildung
Ivo Zell besuchte von 2013 bis 2016 die Internatsschule Schloss Hansenberg in Geisenheim und absolvierte 2016 dort sein Abitur.
Er schloss 2022 seinen Bachelor im Fach Maschinenbau an der RWTH Aachen ab.

## Auszeichnungen
- 2016: Bundessieg in der Kategorie Physik bei Jugend forscht und 2. Platz im Bereich Physik beim European Union Contest for Young Scientists in Brüssel.[4][5]
- 2017: Gewinn des mit 75000 US-Dollar dotierten Hauptpreis des Gordon E. Moore Award für herausragende innovative Forschung für die Vorstellung des ferngesteuerten Modells eines Nurflüglers.[6]
- 2021: Sieg beim Rothorton mit der Aachen Drone Developement Initiative.[7]